# The Armageddon Factor
The Armageddon Factor (Le facteur armaggedon) est le cent-troisième épisode de la première série de la série télévisée britannique de science-fiction Doctor Who. Sixième et dernier épisode de la seizième saison, il clôt l'arc narratif de la « Clef du Temps » et fut originellement diffusé en six parties du 20 janvier au 24 février 1979. Cet épisode marque le départ de Mary Tamm qui tenait le rôle de Romana.

## Accroche
Le Docteur et Romana sont à la recherche du dernier fragment de la Clef du Temps. Celui-ci se trouve sur une planète nommée Atrios, perpétuellement en conflit avec leurs voisins de Zeos. Le Docteur et Romana se retrouvent au cœur du conflit et tentent d'aider la dirigeante d'Atrios, la princesse Astra.

## Distribution
- Tom Baker — Le Docteur
- Mary Tamm — Romana
- John Leeson —  Voix de K-9
- John Woodvine (en) — Le maréchal
- Lalla Ward — La princesse Astra
- Davyd Harries — Shapp
- Ian Saynor — Merak
- William Squire — L'Ombre
- Barry Jackson — Drax
- Valentine Dyall — Le gardien
- Ian Liston — Le héros
- Susan Skipper — L'héroïne
- John Cannon, Harry Fielder — Gardes
- Iain Armstrong — Le technicien
- Pat Gorman — Le pilote

## Résumé
À la recherche du dernier segment de la Clef du Temps, Docteur et Romana arrivent sur la planète Atrios dont les habitants semblent être en permanence en guerre avec sa planète jumelle, Zeos. Atrios ayant été complètement bombardée par les bombes atomiques, sa surface est devenue invivable et ses habitants vivent à l'intérieur des bunkers et sont dirigés par le maréchal, un chef guerrier belliciste qui semble recevoir ses ordres d'un miroir. La souveraine d'Atrios, la princesse Astra, de son côté, s'est liée avec un médecin du nom de Merak et tous deux tentent d'envoyer des messages de paix en vain, envers Zeos, sans jamais recevoir de réponse. Trahi par le maréchal, la princesse se fait bientôt enlever par des habitants de Zeos venus d'un téléporteur.
Peu de temps après leur arrivée sur Atrios, le maréchal prend le Docteur et Romana pour des espions, avant de se raviser et de leur demander conseil. Romana ne tarde pas à découvrir qu'il est sous l'emprise d'une force extérieure et que celle-ci connaît leur nature de seigneurs du temps. Le Docteur est enlevé par un mystérieux adversaire se trouvant sur une planète entre Zeos et Atrios, et se nommant lui-même « l'Ombre », Celui-ci fait pression sur le Docteur pour qu'il lui donne la clé du temps, mais le Docteur refuse et tous deux restent sur un statu quo. Tandis que l'ombre décide d'installer un dispositif sur le cou de la princesse Astra qui la soumet à sa volonté, le Docteur, Romana et Merak se rendent sur Zeos et découvrent que plus aucun Zeon ne l'occupent et que les attaques étaient dirigées par un ordinateur, le Mentalis, devenu fou.
Sous l'impulsion de l'Ombre, le maréchal décide d'attaquer Zeos, une action qui risque de faire exploser les deux planètes ensemble. Le Docteur et Romana repartent dans le TARDIS et parviennent à utiliser la clé du temps de sorte à enfermer le maréchal et le Mentalis dans une boucle temporelle. Mais celle-ci ne risque pas de tenir longtemps en l'absence du 6e morceau. Merak réussi à récupérer la princesse Astria mais découvre trop tard, que celle-ci n'est plus véritablement elle-même. Merak est enlevé et amené sur la planète de l'Ombre, ainsi que K-9 qui semble dorénavant obéir à l'ombre. Sur Zeos, la princesse parvient à être invitée à l'intérieur du TARDIS mais le Docteur réussi à se méfier d'elle.
Tous se retrouvent sur la planète maléfique, où le Docteur retrouve là un seigneur du temps, Drax, qu'il a connu alors qu'il était à l'université. Drax fut contraint à créer le Mentalis par l'Ombre. Ensemble, ils réussissent à débarrasser K-9 de son emprise diabolique et se servent d'un fusil permettant de rétrécir les gens afin d'entrer dans le chien robot. De son côté, la princesse Astra réalise qu'étant la sixième princesse du sixième empire, elle est destinée à être la sixième partie de la Clef du Temps. Lorsqu'un des sbire de l'Ombre réussit à récupérer la Clef du Temps, celle-ci décide de suivre son destin et se change en partie de clé. K-9, Drax et le Docteur arrivent trop tard, mais tous repartent dans le TARDIS avec la Clef du Temps.
Ils se servent d'elle afin d'annuler la boucle temporelle, tandis que le Docteur réussit à changer la trajectoire des missiles du maréchal de sorte que la planète maléfique soit touchée. Drax repart en s'assurant les contrats de reconstruction d'Atrios. Le Gardien Blanc félicite le Docteur pour le retour de la clef, et lui demande de la lui rendre. Toutefois, le Docteur réalise qu'il ne peut s'agir que du Gardien Noir, le Gardien Blanc ayant bien trop de considération pour la vie humaine pour se servir d'un être humain comme clé. Le Docteur sépare les différents morceaux de la clé et la princesse reprend sa vraie forme et retourne auprès de Merak. Afin d'échapper à la colère du Gardien Noir, le Docteur décide de voyager au hasard dans l'espace et le temps.

### Continuité
- L'épisode conclut l'arc narratif autour de la Clef du Temps entamé avec l'épisode « The Ribos Operation » et l'on découvre la véritable nature du Gardien qui a envoyé le Docteur en mission.
- C'est le dernier épisode en six parties de la série diffusé à la télévision (« Shada » ayant été annulé.)
- Le Docteur fait sortir K-9 en lui disant qu'il n'y a pas de marécage à l'extérieur, la raison de son absence dans « The Power of Kroll. »
- Le 11e Docteur fait référence à une phrase de cet épisode dans « Le Mariage de River Song ». "il y'a toujours des lieux où aller, des gens à voir, des choses à faire"
- Drax appelle le Docteur "Theta Sigma" du nom de sa promotion à l'université. Le Docteur en refait mention dans « The Happiness Patrol » et dans « La Pandorica s'ouvre » River Song utilise ces deux lettres grecques dans son message au Docteur.
- Le personnage ne reviendra pas dans la série, mais sera utilisé dans des romans dérivés de la série et dans des épisodes audios produits par Big Finish.
- Cet épisode est le dernier avant la régénération de Romana en "Romana II".